# Adriano Foglia
Adriano Foglia (sinh ngày 25 tháng 4 năm 1981), là một cầu thủ bóng đá trong nhà người Brasil-sinh ở Ý đang chơi cho Corinthians ở vị trí Flank.

## Danh hiệu

### Cá nhân
- Cầu thủ Futsal xuất sắc nhất thế giới: 2003